# فالديمار كنودسن
فالديمار كنودسن (بالإنجليزية: Valdemar Knudsen)‏ هو شخصية أعمال أمريكي، ولد في 5 أغسطس 1819، وتوفي في 5 يناير 1898.